# Tern (Unternehmen)
Tern ist ein Hersteller von Falträdern aus Taiwan. Das Unternehmen hat Niederlassungen in den USA, China, Finnland und dem Vereinigten Königreich, verkauft und vermarktet seine Produkte aber in 59 Ländern (Stand: 2013). Obwohl es erst 2011 auf den Markt der Falträder kam, ist das Unternehmen international anerkannt und hat diverse Preise gewonnen. 

## Geschichte
Die beiden Gründer Florence Shen und Joshua Hon sind die Ex-Frau und der Sohn von David T. Hon, dem Gründer von Dahon. Zum Rechtsstreit mit Dahon siehe Dahon vs. Tern.

## Produkte

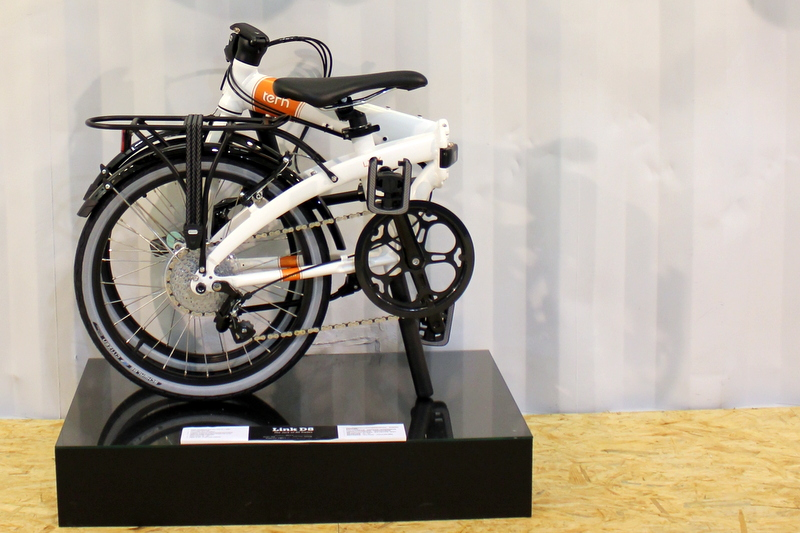
Link D8 gefaltet

Tern hat Fahrräder mit Laufradgrößen von 20 Zoll bis 27,5 Zoll im Angebot. Tern-Räder haben ein Faltschema, das Tern selbst „N-Fold“ nennt. Dabei wird der vordere Rahmenteil nach links hinten geklappt, wobei das Vorderrad in Fahrtrichtung bleibt. Das halb gefaltete Rad sieht von oben wie ein spiegelverkehrtes „N“ aus, daher der Name. Dadurch ist die Gesamtlänge des gefalteten Rads geringer als bei einem umgedrehten Vorderrad. Dafür ist die Breite des Pakets wegen des nach außen gefalteten Lenkers relativ groß. Vorne steht das Fahrrad dann auf der eingefahrenen Sattelstange, wie auch Dahon-Räder, die jedoch etwas anders falten.

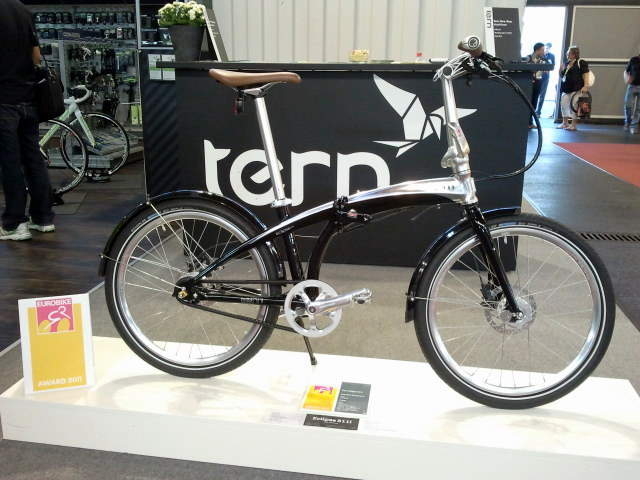
Eclipse S11i, Gewinner des Eurobike Awards

Weiterhin bietet Tern noch unter der Schwestermarke BioLogic Accessoires wie Fahrradtaschen, Reisetaschen für Fahrräder, Gepäckträger und ein Multifunktionswerkzeug an.
Tern bietet neben Falträdern mit dem GSD und dem geländetauglichen Orox auch Lastenräder an.

## Kooperationen
Einige Verkehrsverbünde bieten in Zusammenarbeit mit Tern und dem ADFC das Modell Link C8 zu einem Sonderpreis an. Dies soll Pendler ermutigen die öffentlichen Verkehrsmittel zu benutzen, da Falträder (gefaltet) nicht nur in die U- und S-Bahn auch während der Hauptverkehrszeiten (6–9 Uhr und 16–18 Uhr) mitgenommen werden dürfen, sondern auch in Bussen.

## Auszeichnungen
- 2011: Eurobike Award
- 2012: Taipei Design & Innovation Award, Red Dot Design Award, Eurobike Award (2×)
- 2013: Taipei Design & Innovation Award
- 2014: Taipei Design & Innovation Award (2×)